# Liste der Kulturdenkmale in Nortorf
In der Liste der Kulturdenkmale in Nortorf sind alle Kulturdenkmale der schleswig-holsteinischen Stadt Nortorf (Kreis Rendsburg-Eckernförde) aufgelistet (Stand: 30. Juni 2025).

## Legende
In den Spalten befinden sich folgende Informationen:
- Objekt-ID: die Nummer des Kulturdenkmales
- Lage: die Adresse des Kulturdenkmales und die geographischen Koordinaten. Kartenansicht, um Koordinaten zu setzen. In der Kartenansicht sind Kulturdenkmale ohne Koordinaten mit einem roten Marker dargestellt und können in der Karte gesetzt werden. Kulturdenkmale ohne Bild sind mit einem blauen Marker gekennzeichnet, Kulturdenkmale mit Bild mit einem grünen Marker.
- Offizielle Bezeichnung: Bezeichnung des Kulturdenkmales
- Beschreibung: die Beschreibung des Kulturdenkmales
- Bild: ein Bild des Kulturdenkmales

### Sachgesamtheiten
| Objekt-ID | Lage                                                                           | Offizielle Bezeichnung            | Beschreibung | Bild                             |
| --------- | ------------------------------------------------------------------------------ | --------------------------------- | --- | -------------------------------- |
| 54123     | Am Markt, Große Mühlenstraße 4, Niedernstraße 2 (49° 58′ 49″ N, 10° 29′ 49″ O) | Sachgesamtheit: Kirche St. Martin | Sachgesamtheit Kirche St. Martin; 1804, 1827, 1870/71; platzbildprägendes Ensemble aus Kirche, Kirchhof und zwei ehem. Pastoraten im Zentrum von Nortorf - Schutzumfang: Kirche St. Martin mit Ausstattung, Ehrenmal 1870/71, Kirchhof, Grabmale (Am Markt), Altes Pastorat (Große Mühlenstraße 4), Neues Pastorat (Niedernstraße 2) - Begründung: Geschichtlich, Künstlerisch, Städtebaulich | weitere Fotos \| Fotos hochladen |

## Bauliche Anlagen
| Objekt-ID     | Lage                                                 | Offizielle Bezeichnung            | Beschreibung | Bild                             |
| ------------- | ---------------------------------------------------- | --------------------------------- | --- | -------------------------------- |
| 3495 Wikidata | Am Markt (54° 10′ 10″ N, 9° 51′ 18″ O)               | Kirche St. Martin mit Ausstattung | Im Jahre 1871 wurde das alte Kirchengebäude abgerissen und eine neue Kirche errichtet, die 1872 geweiht wurde. Alteintragung (Aktualisierung vorgesehen) - Begründung: geschichtlich, künstlerisch, städtebaulich - Schutzumfang: gesamtes Objekt - Denkmaltyp: Bauliche Anlage; Teil der Sachgesamtheit: Kirche St. Martin           | weitere Fotos \| Fotos hochladen |
| 54126         | Theodor-Storm-Straße 24 (54° 9′ 56″ N, 9° 51′ 36″ O) | Kath. Kirche St. Konrad           | Kath. Kirche St. Konrad; 1950, Architekt Georg Lippsmeier; Saalkirche aus rotem Backstein als hölzerne Gelenkbinder-Konstruktion unter Satteldach mit eingestelltem Turm aus zwei Betonscheiben über dem Portal, seitliche Sakristei - Schutzumfang: Kath. Kirche St. Konrad - Begründung: Geschichtlich, Künstlerisch, Städtebaulich | BW                               |

## Quelle
- Liste der Kulturdenkmale in Schleswig-Holstein – Kreis Rendsburg-Eckernförde

- Karte mit allen Koordinaten:
- OSM |
- WikiMap